# Champ-sur-Drac
Champ-sur-Drac település Franciaországban, Isère megyében. Lakosainak száma 3344 fő (2022. január 1.). Champ-sur-Drac Jarrie, Varces-Allières-et-Risset, Vif, Notre-Dame-de-Mésage és Saint-Georges-de-Commiers községekkel határos.

## Népesség
A település népességének változása:
| Lakosok száma | 2316 | 3094 | 3044 | 3116 | 3077 | 3037 | 3007 | 3172 | 3255 | 3344 |
|               | 1968 | 1982 | 1990 | 2006 | 2013 | 2015 | 2017 | 2019 | 2020 | 2022 |